# Joseph Grew
Joseph Clark Grew (Boston, 27 maggio 1880 – Manchester-by-the-Sea, 25 maggio 1965) è stato un diplomatico statunitense.

## Biografia
Nato a Boston e di origini aristocratiche, Grew studiò a Groton e a Harvard, dove conobbe Franklin Delano Roosevelt, il futuro presidente degli Stati Uniti. Dopo essere stato impegnato in varie missioni diplomatiche in Europa, dove fu ambasciatore prima in Danimarca e poi in Svizzera, nel 1932 fu nominato ambasciatore statunitense in Giappone e vi rimase fino all'attacco di Pearl Harbor. Per quanto riguardava le relazioni con il Giappone, Grew non fu in accordo con il segretario di Stato Cordell Hull ed, anzi, dichiarò che la guerra avrebbe potuto scoppiare all'improvviso, drammaticamente e pericolosamente, se Washington non avesse reso più elastica la sua politica di intransigenza nei confronti dell'Impero nipponico.

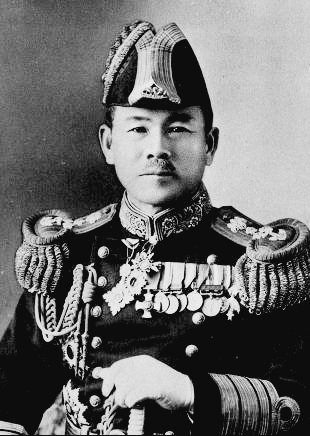
Il ministro degli Esteri giapponese Teijirō Toyoda.

Nell'agosto 1941 ebbe un importante incontro con il Ministro degli Esteri Teijirō Toyoda, dopo il quale si convinse che un incontro tra il Primo ministro giapponese, il principe Fumimaro Konoe, ed il presidente Roosevelt avrebbe potuto evitare la guerra tra le due nazioni. Nel settembre dello stesso anno scrisse una lunga lettera al presidente Roosevelt per caldeggiare la stipulazione di un accordo che non mortificasse il Giappone.
A metà ottobre Hideki Tōjō prese il posto di Konoe come primo ministro giapponese e, nonostante tutte le buone intenzioni di Grew, i rapporti tra le due nazioni degenerarono velocemente fino al punto di rottura ed all'attacco di sorpresa alla flotta americana nella baia di Pearl Harbor. Dopo l'attacco Grew fu trattenuto in Giappone per nove mesi; alla fine fu rilasciato dal governo giapponese e riuscì a rientrare negli Stati Uniti nell'agosto 1942.
Nella fase finale della seconda guerra mondiale Grew, nominato vice-segretario di stato, esercitò una profonda influenza sulla politica estera americana; convinto della necessità di contrastare la politica dell'Unione Sovietica in Europa, divenne uno dei più importanti consiglieri del nuovo presidente Harry Truman. L'8 maggio 1945, il giorno stesso della resa della Germania nazista, presentò subito un decreto al presidente che prevedeva l'immediata cessazione delle forniture militari e dell'aiuto economico americano all'Unione Sovietica. Il piano venne approvato da Truman e contribuì ad aumentare la tensione tra le due grandi potenze. 
Grew inoltre propose al presidente Truman che nelle trattative di pace con il Giappone fosse salvaguardato il trono dell'imperatore Hirohito, perché convinto che questa fosse la condizione indispensabile affinché il Giappone si arrendesse più agevolmente. Terminata la guerra, nel 1945 si ritirò a vita privata.